# Maramurskie Muzeum Wsi
Maramurskie Muzeum Wsi w Syhocie Maramurskim – muzeum na wolnym powietrzu w Syhocie, w okręgu Marmarosz, w Rumunii założone w 1973 roku obejmuje powierzchnię 20 hektarów.
Muzeum prezentuje wiejskie zabytkowe budownictwo głównie drewniane z tego regionu. Znajdują się tu zagrody Rumunów oraz odmiany budownictwa charakterystyczne dla mniejszości etnicznych zamieszkujących historyczny Maramuresz: węgierskiej, ukraińskiej, żydowskiej. Najstarszymi zabytkami są: dom Codrea ze wsi Berbesti z 1596 i cerkiew z 1616 roku. Większość budynków pochodzi z XVI, XVII, XVIII i XIX w., co czyni je najstarszymi zachowanymi domami w Rumunii i w tej części Europy.
Muzeum prezentuje zabudowania wedle kryteriów regionu (Cosau - Mara, Górnej Izy, Viseu - Borsa, subregionu Cisy), konstrukcji oraz funkcji - dlatego np. kościół wraz z cmentarzem czy budynek szkoły są oddzielone od reszty zabudowań. Na uwagę zasługują również młyn z miejscowości Ieud czy inne konstrukcje techniczne wykorzystujące siłę napędową wody: destylarnia, folusz. Regionalny porządek zachowują zabudowania gospodarcze, które najczęściej zamknięte są niewysokimi ogrodzeniami. W skład takich zabudowań wchodzą: dom, stajnia, stodoła, chlew, szopa na różne urządzenia oraz elementy małej architektury: studnia, prasy do wyciskania oleju, brogi.

## Galeria

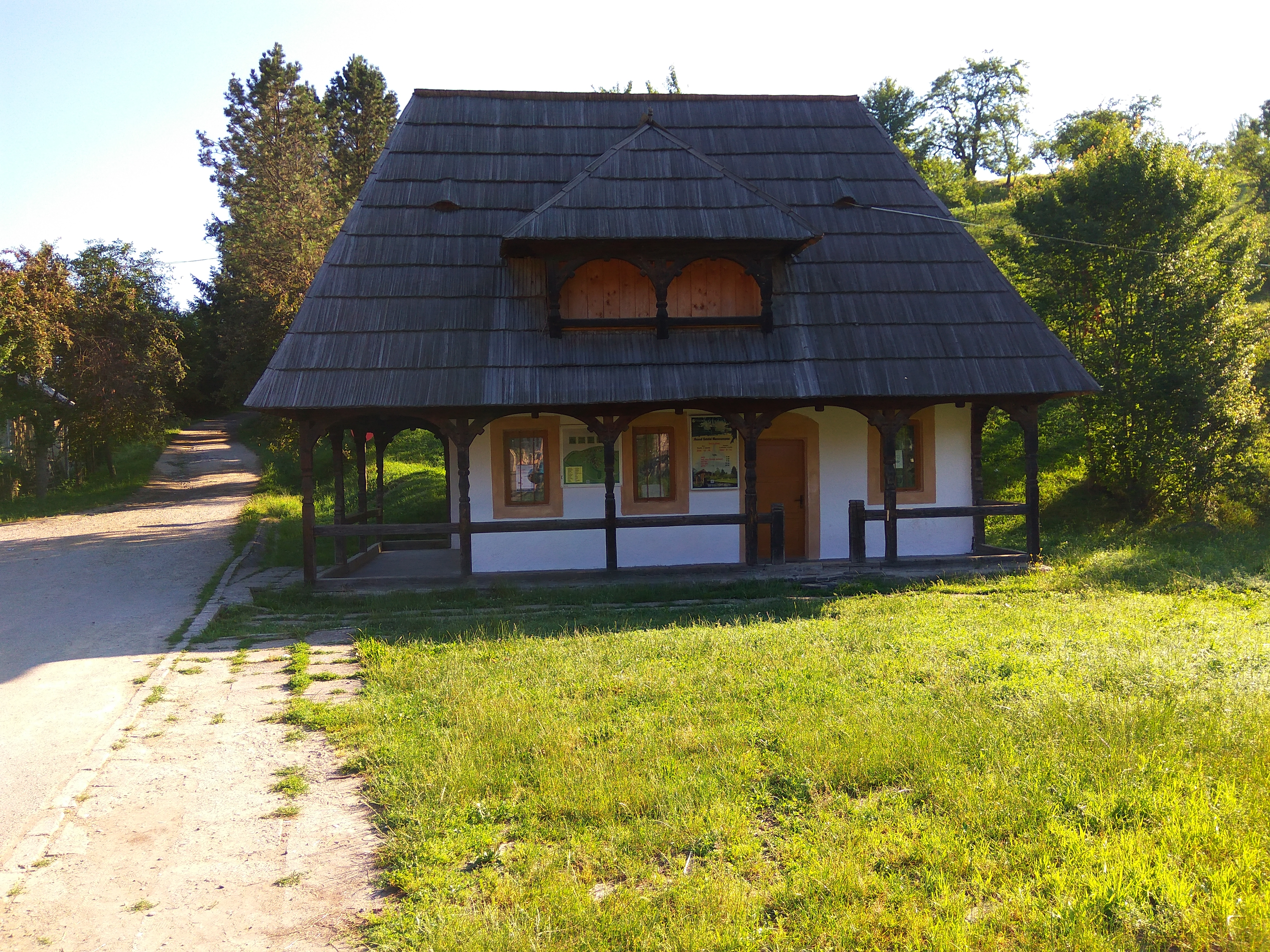
Budynek wejściowy
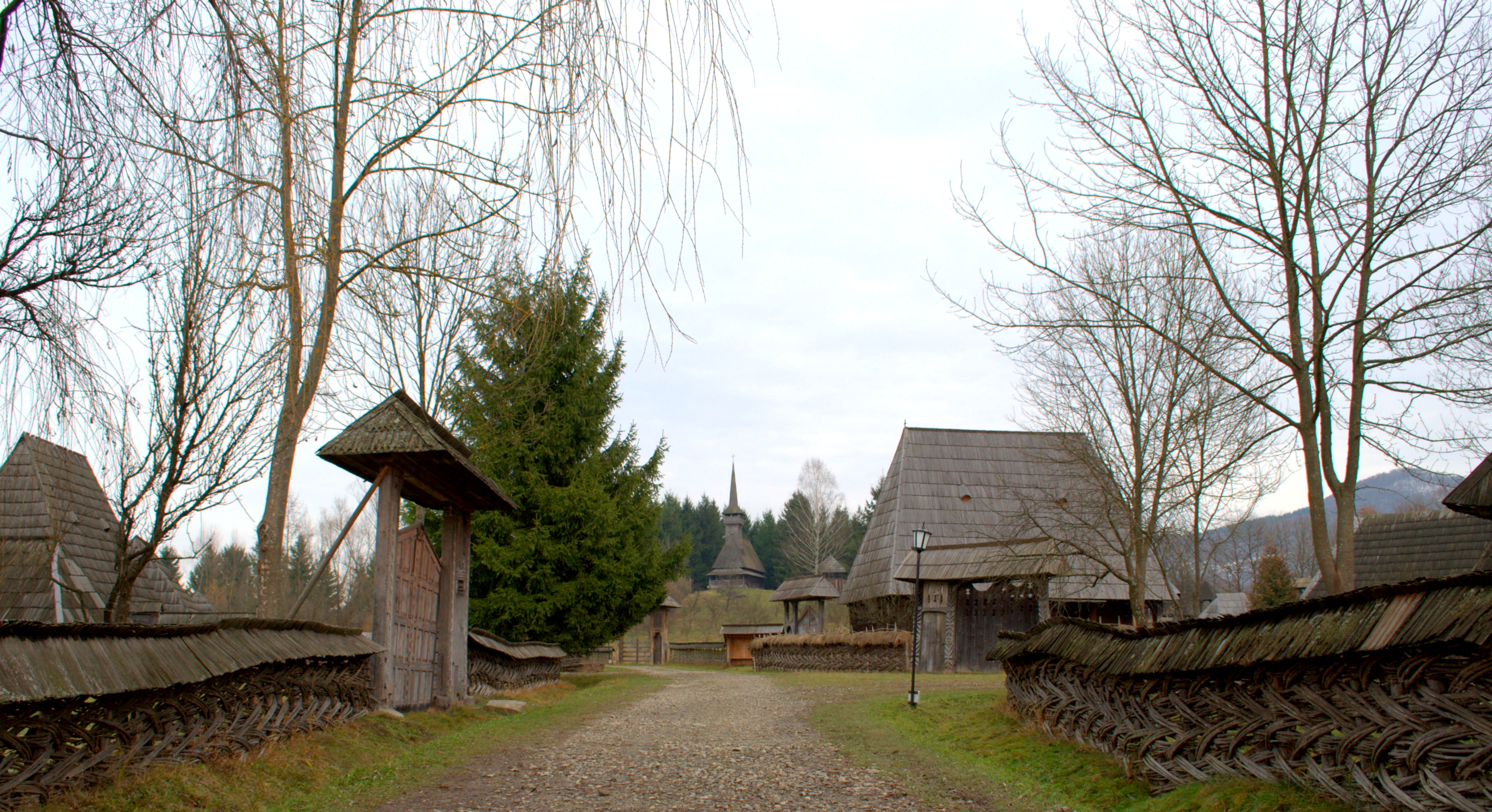
Ulica w skansenie
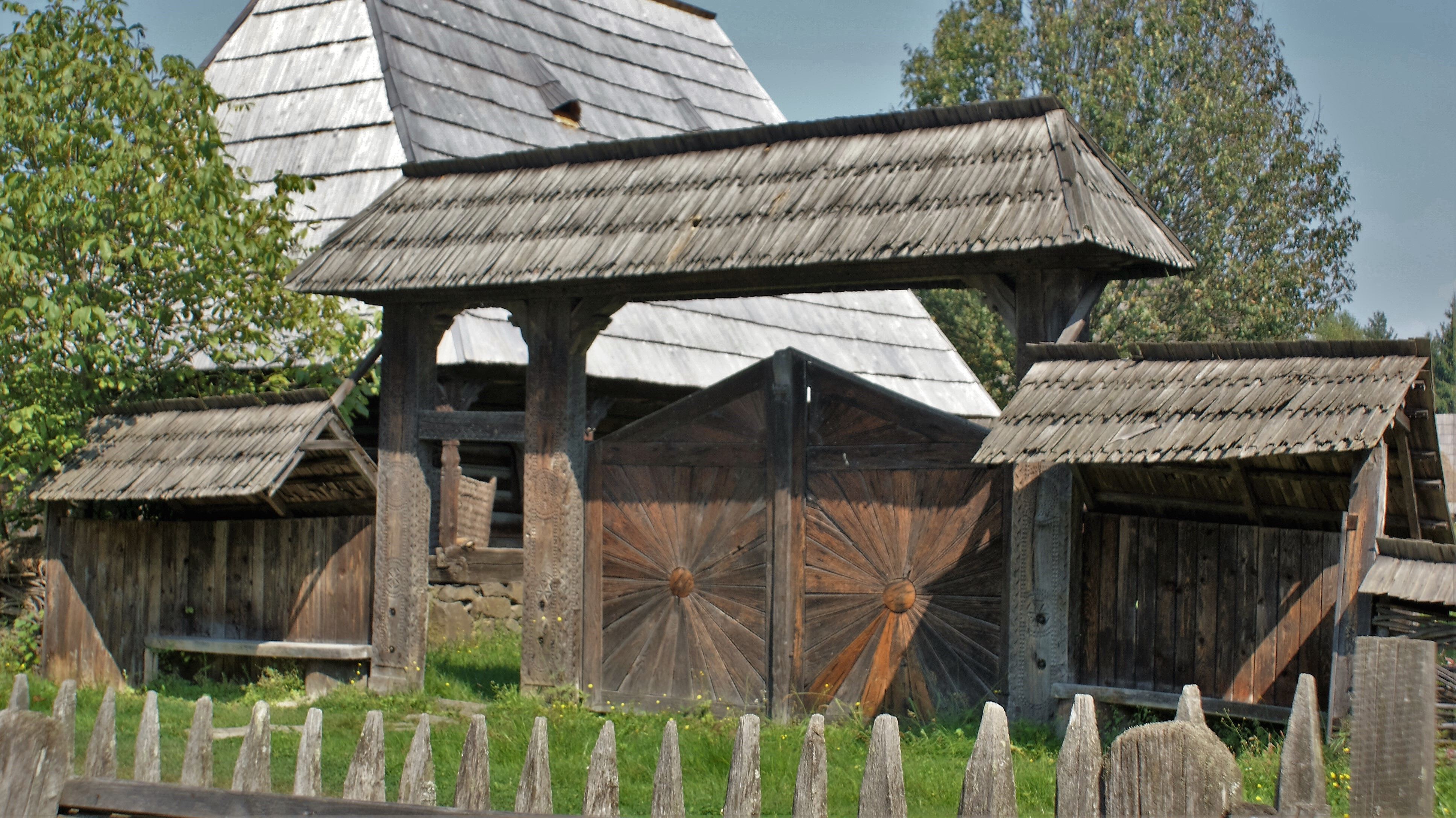
Typowa brama maramurska
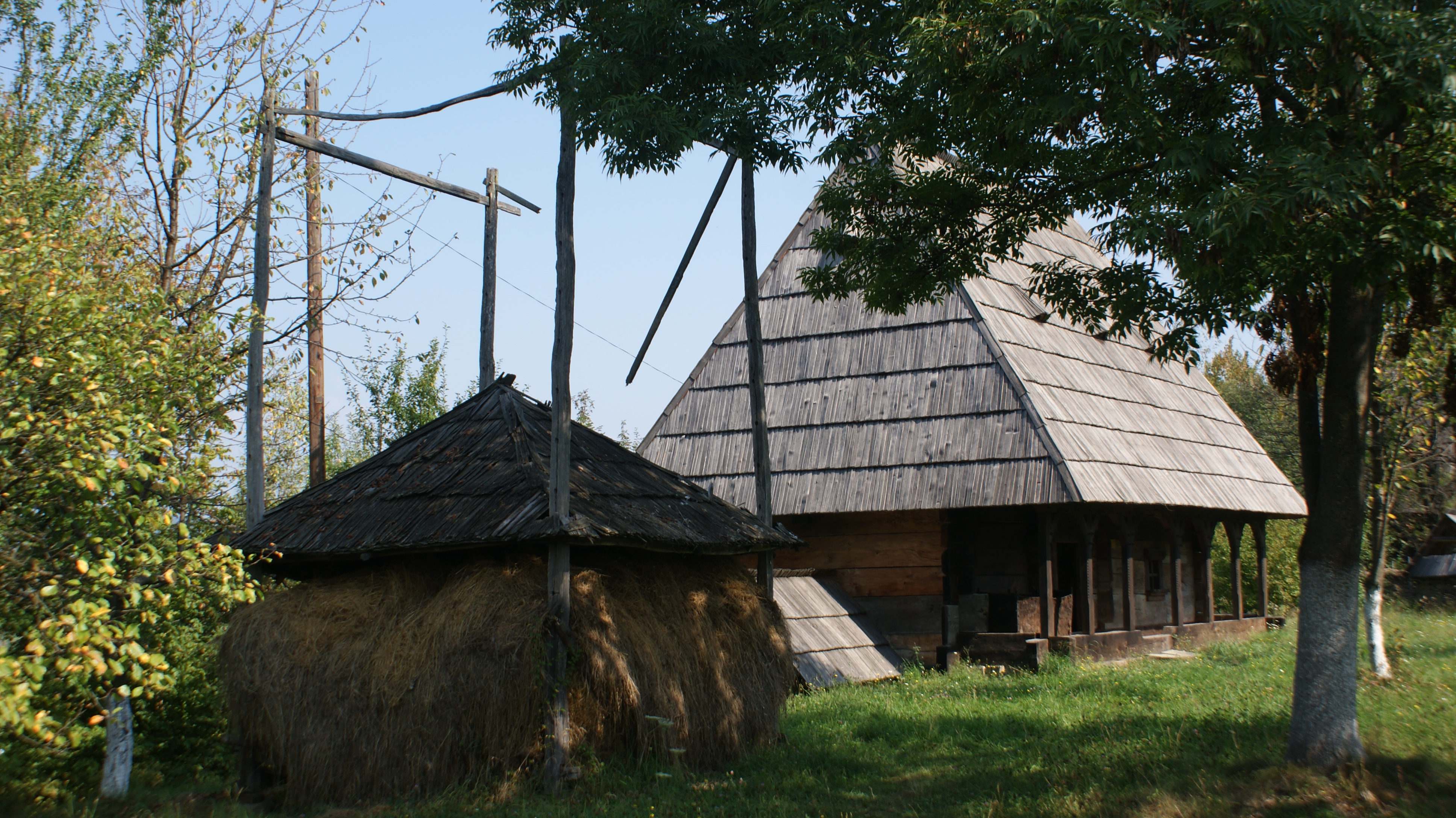
Brog – część zabudowań na terenie skansenu w Syhocie
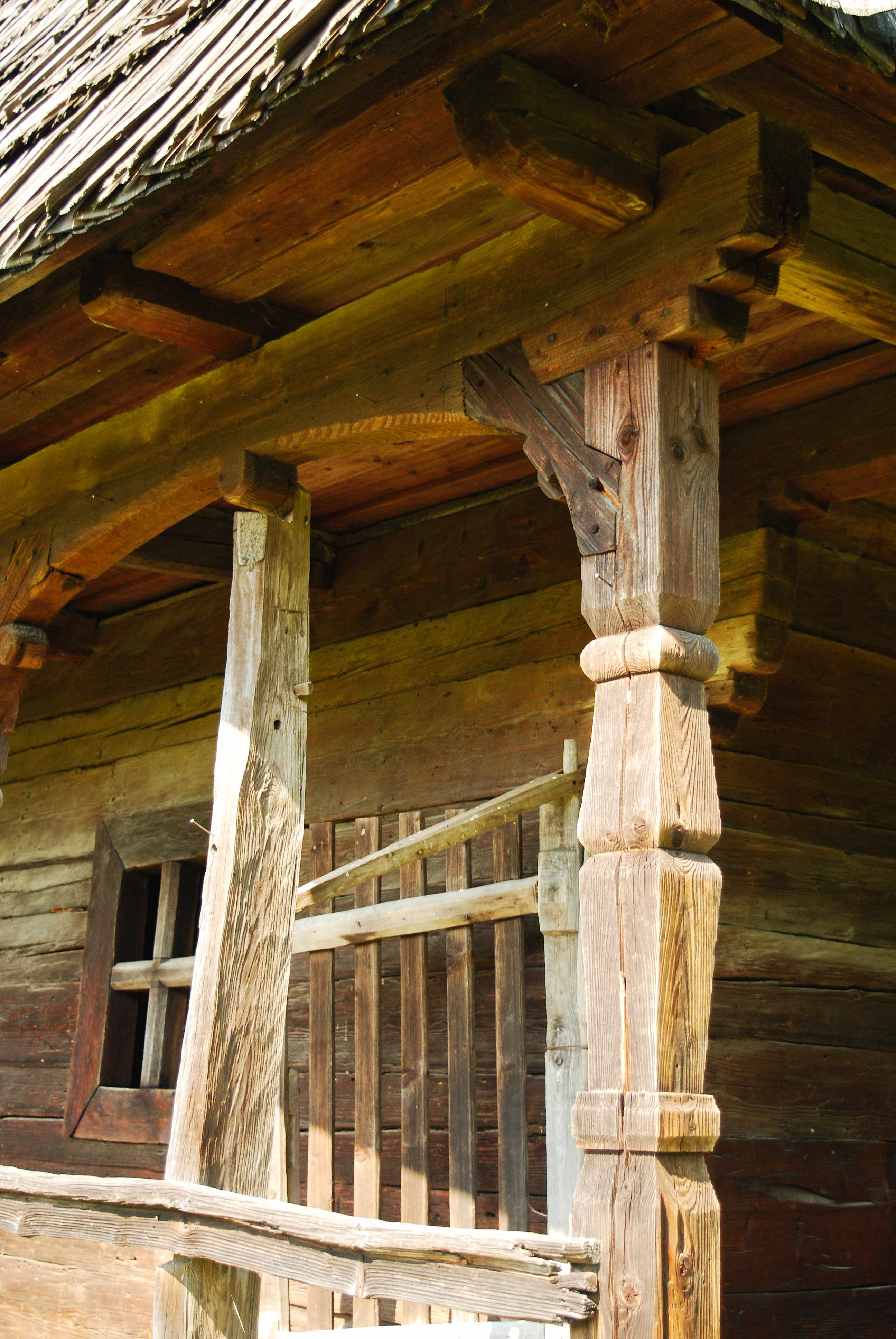
Detal architektoniczny chaty drewnianej z regionu Maramuresz
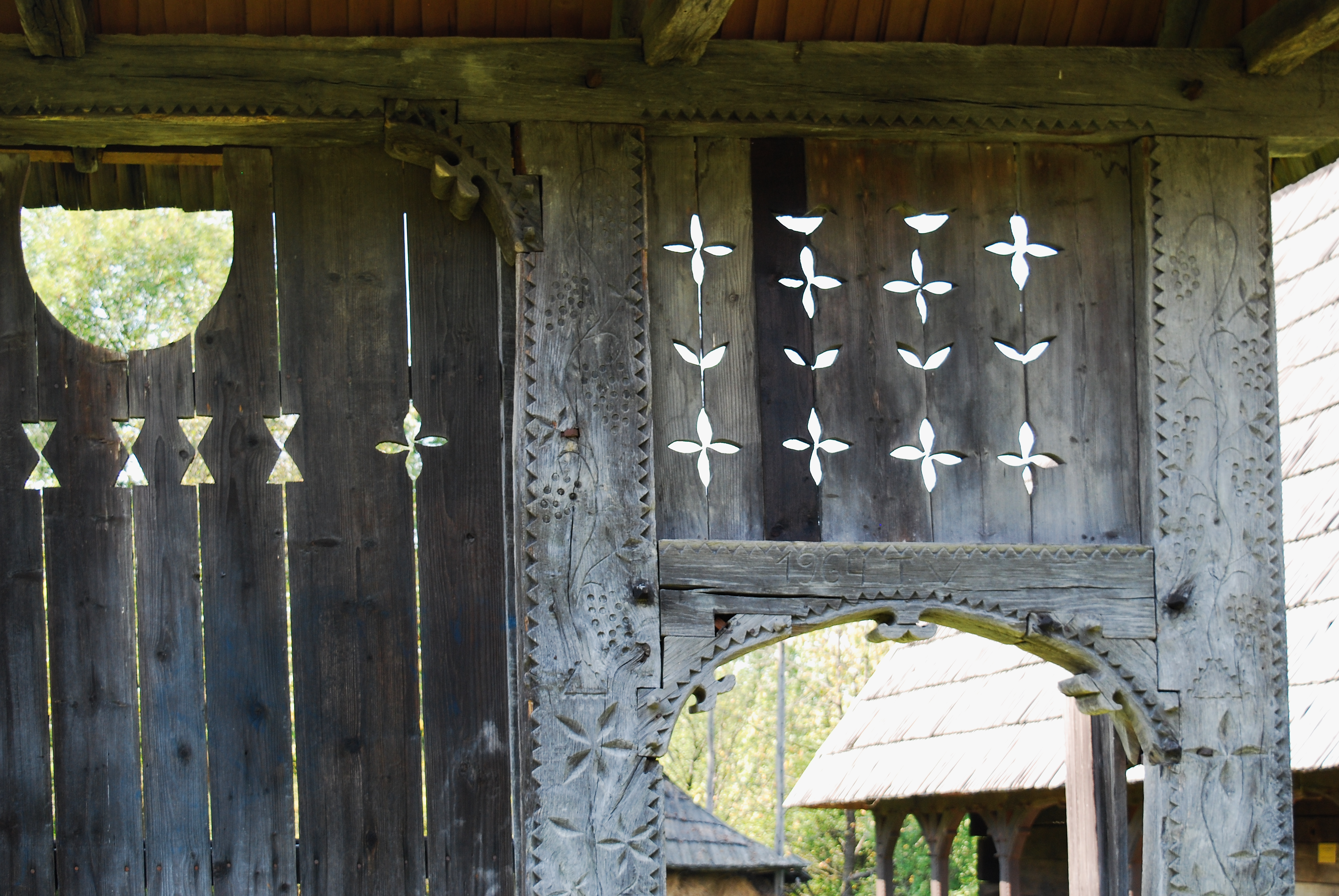
Detal drewnianej bramy z regionu Maramuresz
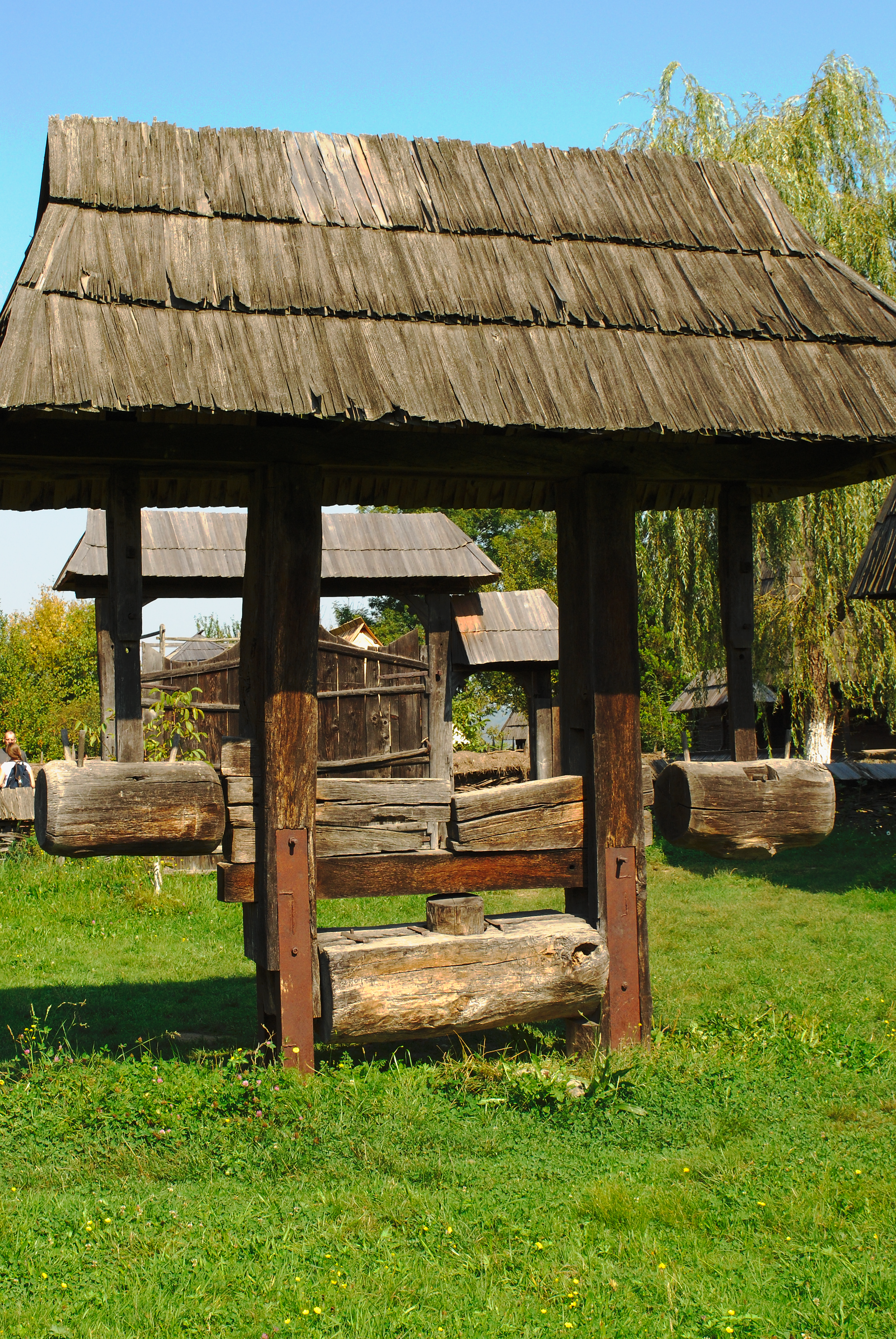
Prasa drewniana
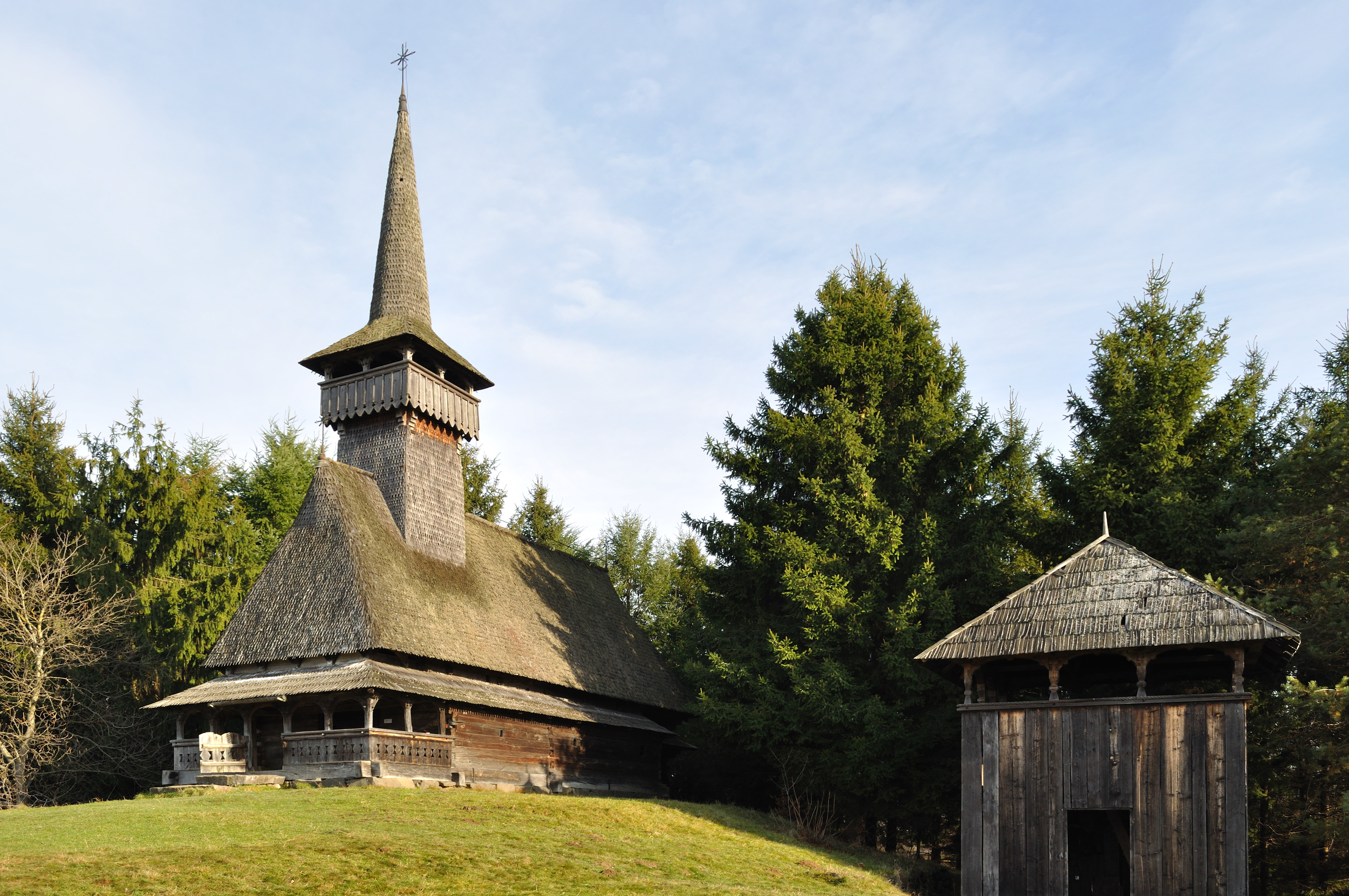
Kościół z Oncești